# Johan Henrik Andresen (1930–2011)
För andra personer med namnet Johan Henrik Andresen, se Johan Henrik Andresen
Johan Henrik Andresen, född 28 november 1930 i Oslo i Norge, död 28 april 2011 i Oslo, var en norsk företagsledare.
Johan Henrik Andresen var son till Johan H. Andresen och Eva Klaveness (1900–65) samt sonson till Nicolai Andresen (1853–1923), vilka båda under en del av sin levnad ägt och lett Tiedemanns Tobaksfabrik.
Johan Henrik Andresen utbildade sig i ekonomi på Harvard University i Massachussetts i USA, med en magisterexamen 1955. Han övertog ägarskap över och ledarskap för Tiedemanns Tobaksfabrik 1953 och utvidgade dess verksamhetsområde. Han ledde företaget till 1990-talet, då sonen med samma namn gradvis tog över. Han drev på en strukturrationalisering av den norska tobaksindustrin och diversifierade familjens verksamheter till emballage, livsmedel och fritidsprodukter. År 1957 grundade han förpackningsföretaget Elopak, och år 1968 köpte han Asola Chokoladefabrikk A/S, som senare såldes. Det svenska Swix Sport köptes 1978.
Han var gift med Marianne Ebba Therese Bielke (född 1935). Paret hade sonen Johan Henrik Andresen, dotter Eva Andresen, dottern Birgitte Andresen, och son Nils Andersen .Han var farfar till Katharina Andresen och Alexandra Andresen.